# Nic Robertson

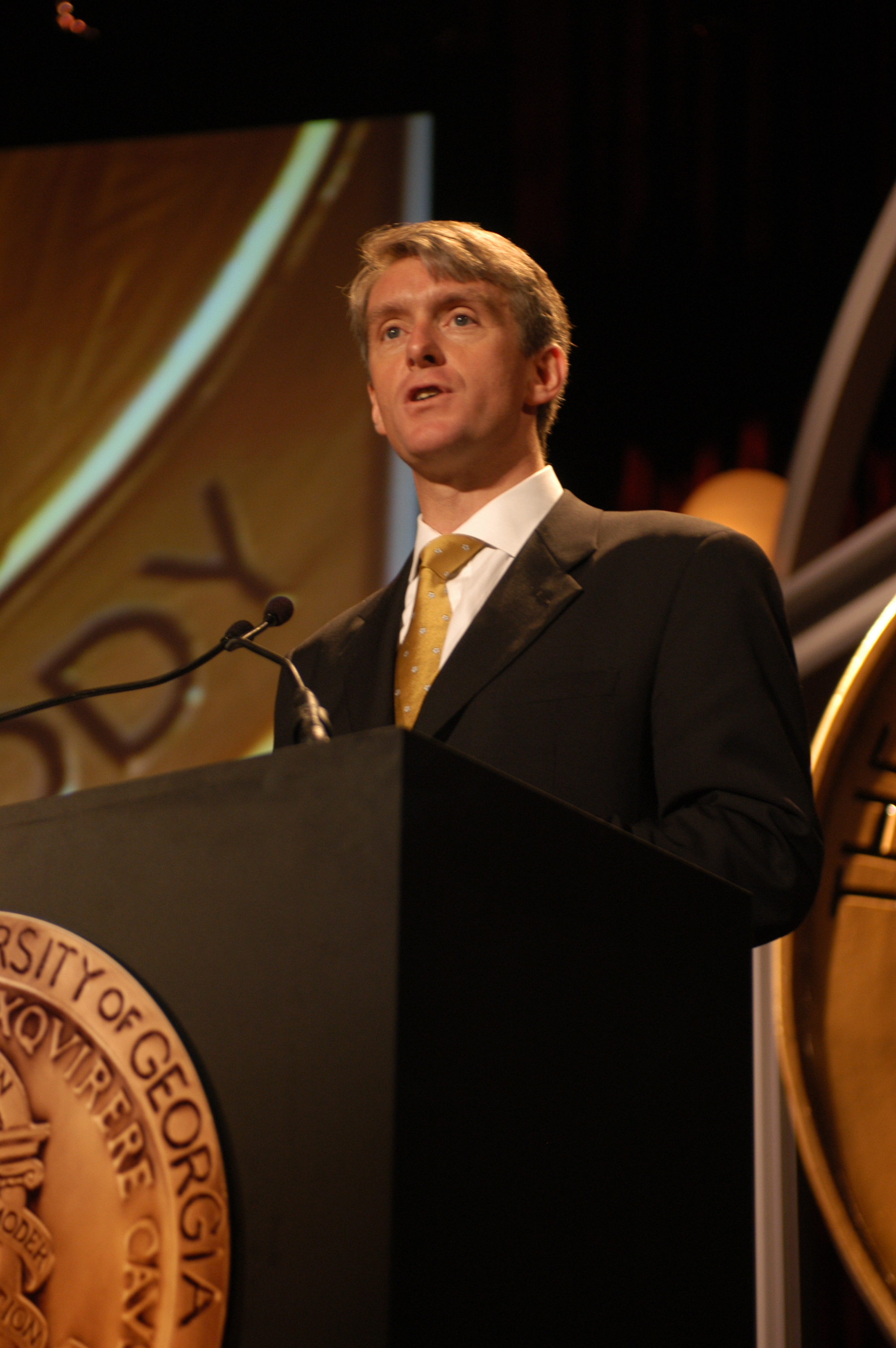

Dominic (Nic) Robertson, Verenigd Koninkrijk, 1962, is een senior buitenlands correspondent voor internationale diplomatieke berichtgeving van het televisienetwerk CNN. 

## Carrière
Robertson trad in dienst bij CNN in 1990 en is momenteel senior correspondent voor berichtgeving over internationale diplomatie, met Londen als standplaats. Zijn verslaglegging concentreert zich op globale terreur en gewapende conflicten, eerder in het vroegere Joegoslavië, Pakistan, Afghanistan, Syrië, en Libië. 
Recente onderwerpen, waarover hij berichtte zijn onder andere: de moord in 2018 op de Amerikaans-Saoedische journalist Jamal Khashoggi door een Saoedisch commando in het consulaat in Istanboel, de consequenties van het effectueren van Brexit voor het vervallen van de "zachte" EU-grens tussen het Britse Noord-Ierland en de Ierse Republiek, en de nasleep van de zware bombardementen van medio september 2019 op strategische aardolie-installaties in Saoedi-Arabië..
In de jaren negentig deed Robertson verslag van het uiteen vallen van Joegoslavië en rapporteerde hij vanuit Bagdad, Irak, over de Eerste Golfoorlog. Hij was een van de weinige Westerse omroep-journalisten die vanuit Afghanistan verslag deed ten tijde van de Aanslagen op 11 september 2001.
In 2002 en begin 2003 in de aanloop naar de invasie van Irak door de Coalition of the Willing onder leiding van de Verenigde Staten; in 2005 vanuit New Orleans in de nasleep van de Orkaan Katrina; in 2006 vanuit Beiroet tijdens Eerste Libische Burgeroorlog; en in 2011 vanuit Noorwegen in de nasleep van de massamoord, gepleegd door Anders Breivik.
Tijdens de Arabische Lente, berichtte Robertson vanuit Libië, waarbij hij verslag deed van de Eerste Libische Burgeroorlog in 2011. Ook interviewde hij Saif al-Islam al-Qadhafi (1970) en Al-Saadi al-Qadhafi (1973), zonen van de Libische leider Moammar al-Qadhafi (1942), alsmede de voormalige rechtenstudente Iman al-Obeidi, die Libische vrouwen inspireerde met haar openlijk verzet tegen seksueel geweld.
Voorts berichtte hij in dat jaar vanuit Bahrein tijdens de Protesten in Bahrein (2011). Daarbij was hij de enige westerse omroepjournalist, die kroonprins Salman bin Hamad bin Isa Al Khalifa wist te interviewen.

## Onderscheidingen
Robertson won tweemaal de Overseas Press Club Award, twee Peabody Awards (2002 en 2012), een Alfred I. duPont-Columbia Award, en diverse Emmy Awards, waaronder een News & Documentary Emmy Award|News & Documentary Emmy voor Saving Somalia.
. 
Robertson's 2002 Peabody Award werd toegekend voor Terror on Tape, zijn reportage over trainings-video's van al-Qaeda in Afghanistan..
.
Robertson's CNN-reportage "Syria: Frontline Town – Zabadani" leverde hem, zowel de Prix Bayeux TV War Correspondent of the Year award, als de The New York Festivals Award for Coverage of a Continuing News Story voor 2018 op.
Robertson's documentaire World's Untold Stories: Secrets of the Belfast Project, die nieuw bewijs onthulde voor de connectie tussen Sinn Féin en de Irish Republican Army(IRA), werd onderscheiden met de Foreign Press Association Member Award.
Het magazine People bekroonde hem als de "Sexiest News Correspondent" in 2001..

## Figureren in speelfilm
De rol van CNN-verslaggever Nic Robertson wordt in de speelfilm Live from Baghdad gespeeld door Matt Keeslar.

## Privé
Robertson is geboren in het Verenigd Koninkrijk en is gehuwd met de voormalig CNN-correspondente Margaret Lowrie. Het echtpaar heeft twee dochters.